# 下八里二区辽墓
下八里二区辽墓，位于中国河北省张家口市宣化区下八里村北，2001年2月7日公布为河北省文物保护单位，2006年5月25日公布为第六批全国重点文物保护单位，归入第四批全国重点文物保护单位下八里墓群。